# Đội tuyển bóng đá quốc gia San Marino
Đội tuyển bóng đá quốc gia San Marino (tiếng Ý: Nazionale di calcio di San Marino) là đội tuyển bóng đá nam cấp quốc gia của San Marino do Liên đoàn bóng đá San Marino quản lý và hiện được dẫn dắt bởi huấn luyện viên Roberto Cevoli. Cho đến nay, đội chưa từng tham dự giải đấu lớn nào. Đội hiện đang đứng ở vị trí cuối cùng trên bảng xếp hạng FIFA (210), được xem là đội tuyển quốc gia yếu nhất trên thế giới.

## Giải vô địch thế giới
- 1930 đến 1990 - Không tham dự
- 1994 đến 2022 - Không vượt qua vòng loại

## Giải vô địch châu Âu
- 1960 đến 1988 - Không tham dự
- 1992 đến 2024 - Không vượt qua vòng loại

## UEFA Nations League
| 2018–19   | D         | 4th       | 6             | 0             | 0             | 6             | 0             | 16            |               |               |               |
| 2020–21   | D         | 3rd       | 4             | 0             | 2             | 2             | 0             | 3             |               |               |               |
| 2022–23   | D         | 3rd       | 4             | 0             | 0             | 4             | 0             | 9             |               |               |               |
| 2024–25   | D         | 1st       | 4             | 2             | 1             | 1             | 5             | 3             |               |               |               |
| 2026–27   | C         | TBD       | Chưa xác định | Chưa xác định | Chưa xác định | Chưa xác định | Chưa xác định | Chưa xác định | Chưa xác định | Chưa xác định | Chưa xác định |
| Tổng cộng | Tổng cộng | Tổng cộng | 18            | 2             | 3             | 13            | 5             | 31            |               |               |               |

## Huấn luyện viên
Các huấn luyện viên từ 1986 đến nay:
| Giai đoạn | Huấn luyện viên      |
| --------- | -------------------- |
| 1986–1990 | Giulio Casali        |
| 1990–1996 | Giorgio Leoni        |
| 1996–1998 | Massimo Bonini       |
| 1998–2013 | Giampaolo Mazza      |
| 2014–2017 | Pierangelo Manzaroli |
| 2018–2021 | Franco Varrella      |
| 2021-     | Fabrizio Costantini  |

## Cầu thủ

### Đội hình hiện tại
Đội hình dưới đây được triệu tập cho hai trận đấu gặp  Gibraltar và  Liechtenstein tại UEFA Nations League 2024–25 lần lượt vào ngày 16 và 19 tháng 11 năm 2024.
Số liệu thống kê tính đến ngày 19 tháng 11 năm 2024, sau trận gặp  Liechtenstein.
| Số | VT | Cầu thủ                      | Ngày sinh (tuổi)  | Trận | Bàn | Câu lạc bộ         |
| -- | -- | ---------------------------- | ----------------- | ---- | --- | ------------------ |
|    | TM | Edoardo Colombo              | 24 tháng 1, 2001  | 10   | 0   | Forlì              |
|    | TM | Matteo Zavoli                | 6 tháng 7, 1996   | 1    | 0   | La Fiorita         |
|    | TM | Pietro Amici                 | 27 tháng 1, 2004  | 0    | 0   | Fossombrone        |
|    |    |                              |                   |      |     |                    |
|    | HV | Dante Rossi                  | 12 tháng 7, 1987  | 36   | 0   | Tropical Coriano   |
|    | HV | Filippo Fabbri               | 7 tháng 1, 2002   | 30   | 1   | Victor San Marino  |
|    | HV | Alessandro Tosi              | 8 tháng 4, 2001   | 22   | 0   | Victor San Marino  |
|    | HV | Simone Franciosi             | 3 tháng 9, 2001   | 10   | 1   | Arcella            |
|    | HV | Giacomo Benvenuti            | 3 tháng 2, 2006   | 5    | 0   | Sassuolo Primavera |
|    | HV | Tommaso Benvenuti            | 3 tháng 2, 2006   | 5    | 0   | Sassuolo Primavera |
|    | HV | Giacomo Valentini            | 26 tháng 6, 2001  | 4    | 0   | Juvenes/Dogana     |
|    | HV | Marco Pasolini               | 26 tháng 4, 2003  | 3    | 0   | Pietracuta         |
|    |    |                              |                   |      |     |                    |
|    | TV | Alessandro Golinucci         | 10 tháng 10, 1994 | 57   | 2   | Virtus             |
|    | TV | Marcello Mularoni            | 8 tháng 9, 1998   | 46   | 0   | Cosmos             |
|    | TV | Enrico Golinucci             | 16 tháng 7, 1991  | 43   | 0   | Folgore            |
|    | TV | Michael Battistini           | 8 tháng 10, 1996  | 31   | 0   | Tre Penne          |
|    | TV | Lorenzo Lazzari              | 6 tháng 6, 2003   | 16   | 2   | Victor San Marino  |
|    | TV | Andrea Contadini             | 18 tháng 8, 2002  | 10   | 0   | Pietracuta         |
|    | TV | Samuele Zannoni              | 29 tháng 4, 2002  | 6    | 0   | Pietracuta         |
|    |    |                              |                   |      |     |                    |
|    | TĐ | Matteo Vitaioli (đội trưởng) | 27 tháng 10, 1989 | 97   | 1   | La Fiorita         |
|    | TĐ | Nicola Nanni                 | 2 tháng 5, 2000   | 42   | 3   | Torres             |
|    | TĐ | Filippo Berardi              | 18 tháng 5, 1997  | 33   | 3   | Vibonese           |
|    | TĐ | Nicko Sensoli                | 14 tháng 6, 2005  | 9    | 1   | Victor San Marino  |
|    | TĐ | Nicolas Giacopetti           | 5 tháng 6, 2006   | 5    | 0   | San Marino Academy |

### Triệu tập gần đây
Dưới đây là danh sách triệu tập trong vòng 12 tháng.
| Vt | Cầu thủ            | Ngày sinh (tuổi) | Số trận | Bt | Câu lạc bộ | Lần cuối triệu tập                      |
| --- | ------------------ | ---------------- | ------- | -- | ---------- | --------------------------------------- |
| TM | Simone Benedettini | 21 tháng 1, 1997 | 8       | 0  | Fiorentino | v. Phần Lan, 21 tháng 11 năm 2023       |
| |                    |                  |         |    |            |                                         |
| HV | Manuel Battistini  | 11 tháng 7, 1994 | 52      | 0  | Virtus     | v. Phần Lan, 21 tháng 11 năm 2023       |
| HV | Cristian Brolli    | 28 tháng 2, 1992 | 24      | 0  | Folgore    | v. Phần Lan, 21 tháng 11 năm 2023       |
| HV | Andrea Magi        | 3 tháng 2, 2001  | 3       | 0  | Diegaro    | v. Phần Lan, 20 tháng 11 năm 2023       |
| HV | Filippo Fabbri     | 7 tháng 1, 2002  | 23      | 1  | Olbia      | v. Kazakhstan, 17 tháng 11 năm 2023 SUS |
| HV | Roberto Di Maio    | 21 tháng 9, 1982 | 9       | 0  | Cosmos     | v. Kazakhstan, 17 tháng 11 năm 2023 INJ |
| |                    |                  |         |    |            |                                         |
| TV | Lorenzo Lunadei    | 11 tháng 7, 1997 | 35      | 0  | La Fiorita | v. Phần Lan, 21 tháng 11 năm 2023       |
| TV | Tommaso Zafferani  | 19 tháng 2, 1996 | 20      | 0  | La Fiorita | v. Phần Lan, 21 tháng 11 năm 2023       |
| TV | Luca Ceccaroli     | 5 tháng 7, 1995  | 19      | 0  | Tre Penne  | v. Đan Mạch, 18 tháng 10 năm 2023       |
| TV | Adolfo Hirsch      | 31 tháng 1, 1986 | 60      | 0  | Fiorentino | v. Slovenia, 11 tháng 9 năm 2023        |
| |                    |                  |         |    |            |                                         |
| TĐ | Fabio Tomassini    | 5 tháng 2, 1996  | 33      | 0  | Pietracuta | v. Phần Lan, 21 tháng 11 năm 2023       |
| TĐ | Nicola Nanni       | 2 tháng 5, 2000  | 34      | 1  | Olbia      | v. Kazakhstan, 17 tháng 11 năm 2023 INJ |
| TĐ | Mattia Stefanelli  | 12 tháng 3, 1993 | 19      | 1  | Fiorentino | v. Slovenia, 11 tháng 9 năm 2023        |
| TĐ | Danilo Rinaldi     | 18 tháng 4, 1986 | 51      | 1  | La Fiorita | v. Slovenia, 26 tháng 3 năm 2023        |
| INJ Rút lui do chấn thương PRE Đội hình sơ bộ RET Đã chia tay đội tuyển quốc gia SUS Đình chỉ thi đấu WD Rút lui do vấn đề không liên quan đến chấn thương |                    |                  |         |    |            |                                         |